# Marjeh-Platz

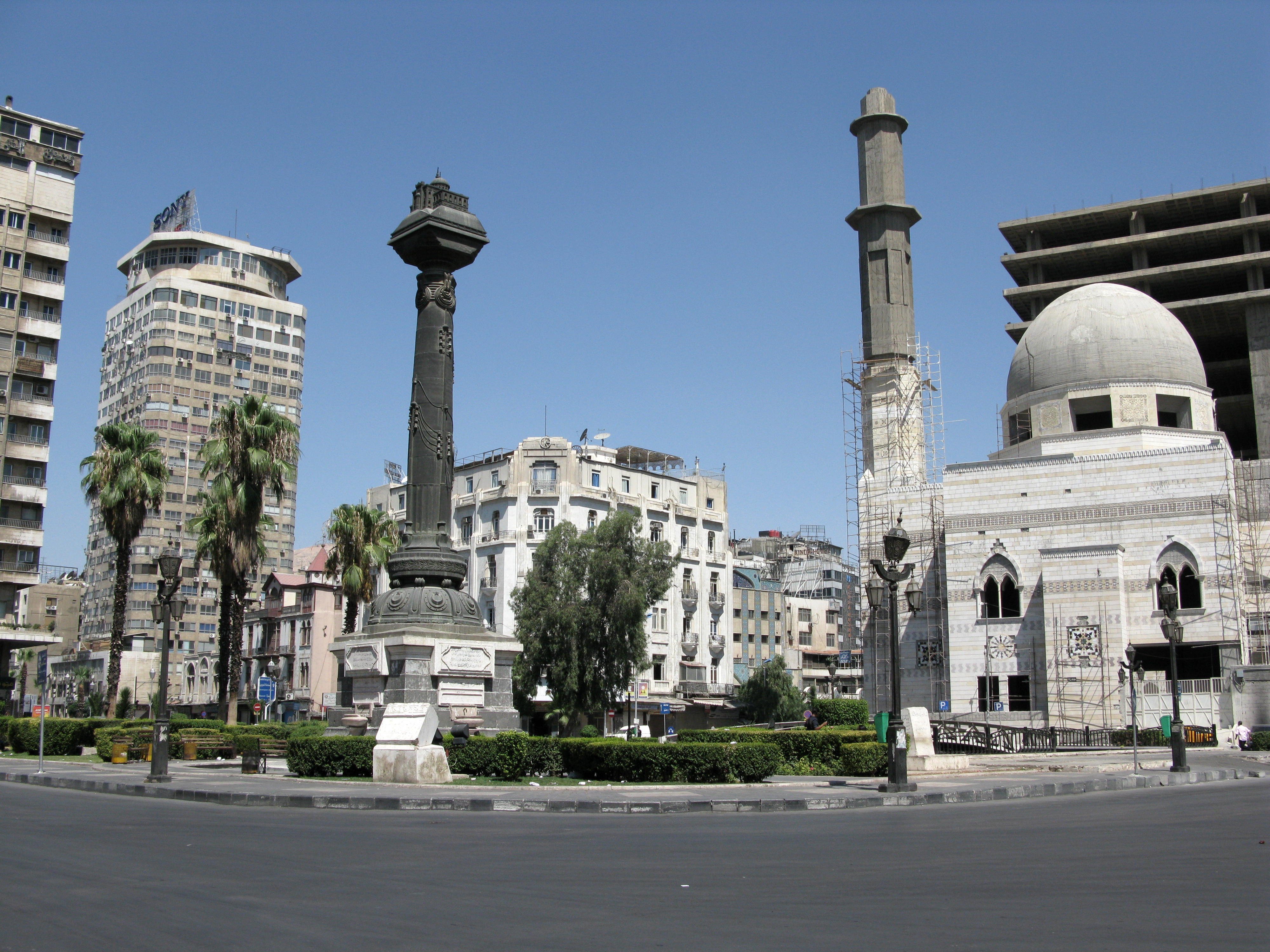
Marjeh-Platz

Der Marjeh-Platz (arabisch ساحة المرجة Sahat al-Mardscha, DMG sāḥat al-marǧa), offiziell Märtyrer-Platz (ساحة الشهداء Sahat asch-Schuhada, DMG sāḥat aš-šuhadāʾ) genannt, liegt am westlichen Rande der Altstadt von Damaskus und war ein historisches Zentrum der Stadt während des Osmanischen Reiches. In der Mitte des Platzes befindet sich auch das „Telegrafendenkmal“. Das syrische Innenministerium befindet sich ebenfalls an diesem Platz.

## Geschichte
Der Platz wurde im späten 19. Jahrhundert errichtet, als Damaskus Teil des Osmanischen Reichs war. Ein neues Postamt und eine neue Stadtverwaltung wurden dort aus Stahl und Zement errichtet, damals für Damaskus neue Materialien. Die Osmanen haben 6. Mai 1916 auf dem Platz sieben syrische Nationalaktivisten hingerichtet. Der Tag wurde später zum „Märtyrertag“ erklärt und der Platz „Märtyrerplatz“ genannt.
Am 18. Mai 1965 wurde der israelische Spion Eli Cohen auf dem Platz öffentlich hingerichtet.

## Das Denkmal
Das Denkmal besteht aus einem steinernen Sockel, auf dem eine Metallsäule ruht, die einen Telegrafenmasten symbolisiert. Um die Säule herum verlaufen symbolische Telegrafenleitungen und Isolatoren. Auf der Spitze der Säule befindet sich ein Modell der Hamidiye-Moschee, die sich in Istanbul befindet.
Die Säule hat die türkische Inschrift: „Emiril mü'minin Halifei Resuul-ü Rabbi'l Alemin Şevketli Mehabetli Sultan ibn Sultan Sultanu'l Gazi Abdülhamid Han-ı Sani Efendimiz Hazretlerinin Hicaz Hattı Mübarekesine temdidini emir ferman buyurdukları telgraf hattının hatıra-ı fahiresidir.“
Dies ist das ruhmreiche Denkmal über die Verlängerung der gesegneten Telegraphenlinie in den Hidschas, die durch Erlass des Befehlshabers der Gläubigen und Stellvertreters des Gesandten des Herrn der Welten (d. i. Mohammed), seiner Durchlaucht und Majestät des Sultans, Sohn des Sultans, Sultan der Glaubenskämpfer, Abdulhamid, unser edler Herr und ruhmreicher Khan befohlen wurde.
Sultan Abdülhamid II. ließ die Säule zur Erinnerung an die Fertigstellung der Hedschasbahn sowie der ersten Telegrafenleitung von Damaskus nach Medina errichten.
Koordinaten: 33° 30′ 46″ N, 36° 17′ 53″ O